# Parviz Parastui

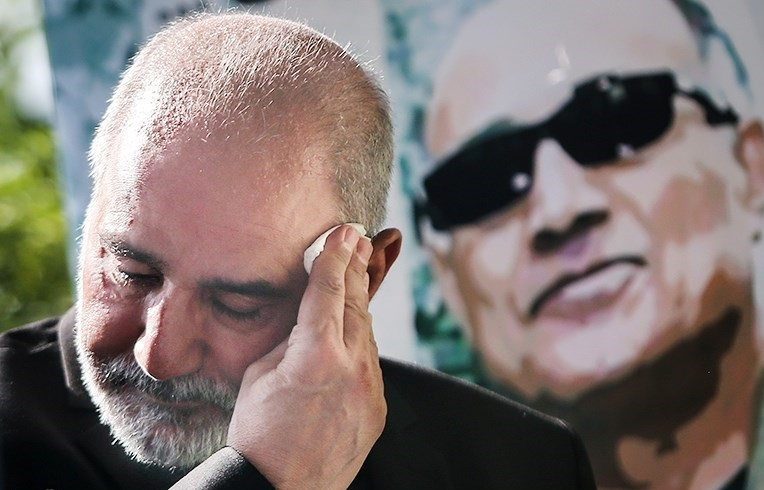
Parviz Parastui, 2016

Parviz Parastui (auch Parviz Parastouei; persisch پرویز پرستویی; * 24. Juni  1955 in Charli, Provinz Hamedan) ist ein iranischer Schauspieler.

## Filmografie (Auswahl)
- 1983: Diar-e asheghan
- 1996: Leily Ba Man Ast
- 1998: Die gläserne Agentur (Ajans-E Shisheh-I)
- 2004: Marmoulak
- 2005: Beed-e majnoon
- 2006: Be name pedar
- 2009: Ketabe ghanouin
- 2014: Emrouz
- 2016: Bodyguard
- 2021: Bi Hameh Chiz

## Auszeichnungen
- Internationales Fajr-Filmfestival – Crystal Simorgh
  - 1998: Bester Hauptdarsteller – Die gläserne Agentur
  - 2004: Special Jury Award Bester Hauptdarsteller – Marmoulak
  - 2005: Bester Hauptdarsteller – Beed-e majnoon
  - 2006: Bester Hauptdarsteller – Be name pedar
  - 2014: Nominiert als Bester Hauptdarsteller – Emrouz
  - 2016: Bester Hauptdarsteller – Bodyguard